# أسماء بنت سلامة
أسماء بنت سلامة التميمية تكنى أم الجلاس من الصحابيات السابقات في
الإسلام أسلمت هي وزوجها: عياش بن أبي ربيعة بمكة قديما، وهاجرت معه إلى الحبشة، وولدت له فيها: عبد الله بن عياش بن أبي ربيعة. تعد هي وزوجها من السابقين الأولين في الإسلام.

## اسمها
الصحابية أسماء بنت سلامة التميمية ويقال: بنت سلمة، تكنى: أم الجلاس التميمية. اسمها: أسماء بنت سلامة بن مخربة بن جندل بن أبير بن نهشل بن دارم التميمية الدارمية.
وهي غير أسماء بنت مخربة، التي هي: عمتها، وأم زوجها عياش بن أبي ربيعة.

## إسلامها وهجرتها
أسلمت أسماء بنت سلامة هي وزوجها: عياش بن أبي ربيعة بمكة قديما، فهي وزجها يعدان من السابقين الأولين في الإسلام، وهاجرت معه إلى الحبشة، حيث أقامت معه هناك، وولدت منه في بلاد الحبشة ابنها عبد الله بن عياش ابن أبي ربيعة. وقد ذكر ابن اسحاق: فيمن أسلم بمكة فقال: «وعياش بن أبي ربيعة بن المغيرة المخزومي، وامرأته: أسماء بنت سلامة». وقد هاجرت بعد ذلك إلى: المدينة المنورة.

## فضلها ومكانها
حظيت أسماء بنت سلامة بشرف الهجرتين، وبكونها من السابقين الأولين في الإسلام، الذين أثنى عليهم الله تعالى، في القرآن بقوله تعالى: ﴿وَالسَّابِقُونَ الْأَوَّلُونَ مِنَ الْمُهَاجِرِينَ وَالْأَنْصَارِ وَالَّذِينَ اتَّبَعُوهُمْ بِإِحْسَانٍ رَضِيَ اللَّهُ عَنْهُمْ وَرَضُوا عَنْهُ وَأَعَدَّ لَهُمْ جَنَّاتٍ تَجْرِي تَحْتَهَا الْأَنْهَارُ خَالِدِينَ فِيهَا أَبَدًا ذَلِكَ الْفَوْزُ الْعَظِيمُ ۝١٠٠﴾ [التوبة:100]. وقد روت عن رسول الله محمد ﷺ وروى عنها ابنها عبد الله بن عياش، ومنها أنها قالت لرسول اللّٰه: يا رسول اللّٰه، ألا توصيني؟ فقال: آتي إلى أختك ماتحبين أن تأتي إليك.